# Йон Арнасон
Заголовок цієї статті — це ісландське ім'я, де Йон — особове ім'я, а Арнасон — ім'я по батькові. 
Йон Арнасон (ісл. Jón Árnason; 17 серпня 1819, Гоф (Скагастренд), Нордурланд-Вестра — 4 вересня 1888, Рейк'явік) — видатний ісландський вчений-фольклорист і краєзнавець, автор, бібліотекар і директор музею, який зібрав першу колекцію казки ісландського народу.
Й. Арнасон відомий, перш за все, як автор і збирач ісландських казок і саг. 
Йон Арнасон був першим куратаром Національного музею Ісландії, також працював бібліотекаром у Національній бібліотеці Ісландії в Рейк'явіку.  
У 1862 та 1864 роках світ побачили два томи ісладських народних саг і казок, які були надруковані ісландською за сприяння Конрада Маурера, що є відтоді класичним зібранням ісландського фольклору.
Йон Арнасон також упорядкував життєпис Мартина Лютера (1852) та історію Карла Великого (1853).

## Біографія
Йон Арнасон вперше відвідує ліцей Бессастадір.
З 1848 по 1887 рік він є першим бібліотекарем того, що стало Ісландською національною бібліотекою в Рейк'явіку ·  . Він також є першим бібліотекарем ісландського осередку Ісландського Літературного Товариства,і перший кураторForngripasafns Íslands (Антична колекція Ісландії) при її створенні в 1863 році. Довгий час він доглядає як музей, так і бібліотеку.
Він доповнює свою низьку зарплату працюючи секретарем єпископа, а також професором і куратором бібліотеки латинської школи, яка була переведена в Рейк'явік.

## Народні казки та інші публікації
Натхненний роботами Казки Братів Грімм, він починає збирати та переписувати народні казки, у компанії свого друга Магнуса Грімссона, вчителя школи, а потім пастора. Їх перша колекція, Íslenzk Æfintýri (Ісландські народні казки)з'явився в 1852 році, але привернув до себе мало уваги. Грімссон, і він не повертається, щоб збирати їх доти Маурер, Конрад фон, Німецький історик і фахівець з ісландської літератури заохочує їх під час своєї поїздки до країни в 1858 році. Після смерті Грімссона в 1860 році Йон Арнасон завершує колекцію самостійно. Він видається в 2 томах в 1862 і 1864 уЛейпциг за допомогою Маурера, під заголовком Íslenzkar Þjóðsögur og Æfintýri (Популярні казки та легенди Ісландії) ; книга триває має 1300 сторінок . З 1954 по 1961 рр. Він виданий у Рейк'явіку в 6 томах.
Йон і Магнус не мали часу і засобів багато подорожували, щоб збирати історії, і довелося покладатися на студентів та інших контактів, які передавали їм переписані розповіді. Як Йон, вони змогли ретушувати вираз. Проте модифікації, які ми знаємо, були зроблені незначними, а загальне захоплення стилем саги, як щодо невеликої різниці в рівні освіти і соціального положення в Ісландії, зробили стилістичний смак менш розходиться в цій країні, ніж в інших країнах Європи XIX століття.
Йон Árnason також написав біографії: Мартіна Лютера (1852), Карла Великого (1853), і Свінбйорн Егільссон.

## Сімейне життя
Йон Арнасон одружився пізно; ім'я його дружини Katrin Thorvaldsdottir Sivertsen була родом з Hrappsey; у них був син, помер молодим. Lui-même meurt d'une longue maladie, Сам помер від тривалої хвороби, в його 70-му році.

## Публікації
- Йон Арнасон та Магнус Грімссон (Ed.) Íslenzk Æfintýri. Рейк'явік, 1852.
- Йон Арнасон. Íslenzkar Þjóðsögur og Æfintýri. 2 vols. Лейпциг: J.C. Hinrichs, 1862, 1864.
- Йон Арнасон. Ágrip af æfisögu Dr. Marteins Lúters. Рейк'явік, 1852. OCLC 52435258
- Йон Арнасон. Sagan af Karlamagnúsi keisara. Копенгаген, 1853. OCLC 264953221